# Caça de balenes pels pobles indígenes

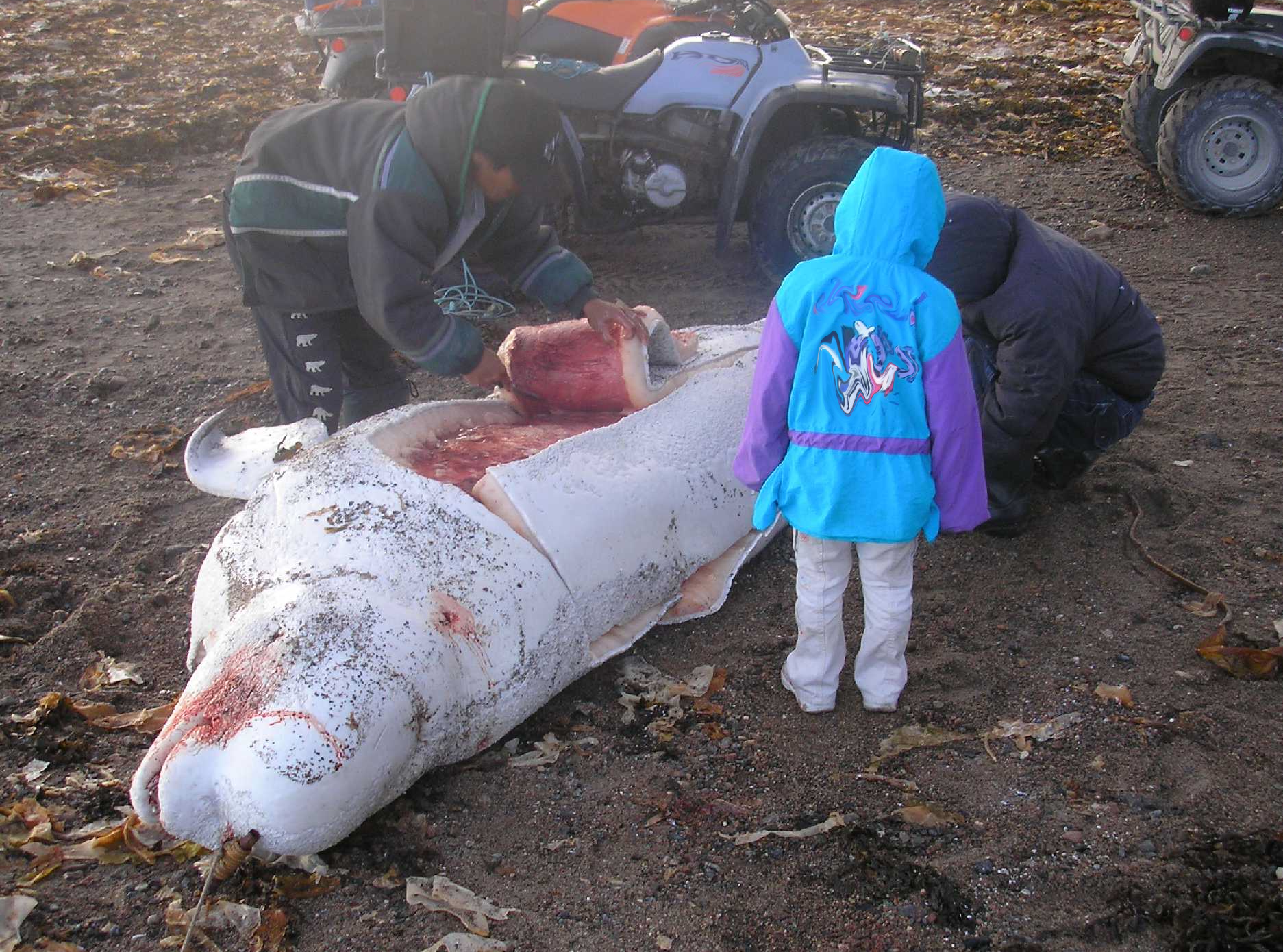
Caça de subsistència entre els inuits. En aquesta imatge es pot veure com s'esquartera una beluga per obtenir-ne la maktaaq (pell), una font important de vitamina C.

La caça de balenes pels pobles indígenes és la caça de balenes i altres cetacis per pobles indígenes com ara els inuits. Tot i que les lleis internacionals ho permeten, és objecte de polèmica en alguns països, on es considera un cas de doble moral. En general, se la considera part de l'economia de subsistència de les comunitats indígenes. En alguns llocs, la caça de balenes ha deixat pas a l'observació de balenes com a alternativa més sostenible.